# Viola duclouxii
Viola duclouxii W.Becker – gatunek roślin z rodziny fiołkowatych (Violaceae). Występuje naturalnie w Chinach – w prowincji Junnan. 

## Morfologia
PokrójBylina dorastająca do 10–30 cm wysokości, tworzy kłącza i rozłogi.
LiścieBlaszka liściowa ma kształt od okrągławego lub równowąskiego do lancetowatego. Mierzy 2–4 cm długości, jest karbowana na brzegu, ma sercowatą lub stłumioną nasadę i ostry wierzchołek. Ogonek liściowy jest nagi i ma 20 mm długości. Przylistki są pierzaste.
KwiatyPojedyncze, wyrastające z kątów pędów. Mają działki kielicha o owalnym kształcie. Płatki są odwrotnie jajowate i mają purpurową barwę, dolny płatek z żółtymi plamkami, posiada obłą ostrogę o długości 5-6 mm.

## Biologia i ekologia
Rośnie w lasach, na wysokości od 1600 do 2700 m n.p.m.